# Eltaj Safarli
Eltaj Safarli (en àzeri: Eltac Səfərli; Bakú, 18 de maig de 1992, és un jugador d'escacs àzeri, que té el títol de Gran Mestre des de 2008.
A la llista d'Elo de la FIDE del novembre de 2020, hi tenia un Elo de 2598 punts, cosa que en feia el jugador número 9 (en actiu) de l'Azerbaidjan. El seu màxim Elo va ser de 2660 punts, a la llista de juny de 2013 (posició 87 al rànquing mundial).

## Resultats destacats en competició
El 2002 Safarli va guanyar el campionat del món Sub-10 a Heraklion, superant Ding Liren per desempat, i també el Campionat d'Europa Sub-10 a Peníscola. L'any següent, es proclamà Campió d'Europa Sub-12, a Budva.
El 2008 empatà als llocs 3r-7è amb Rauf Məmmədov, Denís Ievséiev, Vassili Iemelin i Dmitri Andreikin al Memorial Txigorin a Sant Petersburg. El 2010 fou 1r al mateix torneig, amb una performance de 2787 punts Elo, i el mateix any es proclamà Campió de l'Azerbaidjan.
El juliol de 2010 fou subcampió de l'Obert Vila de Benasc amb 8½ punts de 10, empatant amb el campió Kiril Gueorguiev. El novembre de 2010 fou campió del Memorial Txigorin amb 7½ punts de 9 i una performance de 1787.
El gener de 2016 fou 1r-3r (segon en el desempat) del Tata Steel Challangers amb 9 punts de 13 (el campió fou Baskaran Adhiban). El març de 2016 tornà a ser campió de l'Azerbaidjan jugat a Bakú, on feu 8 punts de 9, un punt i mig per davant de Nijat Abasov i Nail Bashirli.

### Participacions en competicions per equips
Safarli va formar part de l'equip de l'Azerbaidjan que va guanyar la medalla d'argent al Campionat d'Europa per equips jugat a Porto Carras el 2011, conjuntament amb Shahriyar Mammadyarov, Teimur Radjàbov, Vugar Gaixímov i Qadir Huseynov.
Safarli ha participat, representant Azerbaidjan, en tres Olimpíades d'escacs entre els anys 2010 i 2014, amb un resultat de (+10 =7 –6), per un 58,7% de la puntuació. El seu millor resultat el va fer a l'Olimpíada del 2014 en puntuar 5½ de 8 (+4 =3 -1), amb el 68,8% de la puntuació, amb una performance de 2693.